# The Flying Doctors
The Flying Doctors es una serie de televisión australiana que comenzó sus transmisiones el 15 de mayo de 1986 y la finalizó en marzo de 1994 por medio de la cadena Nine Network.
La serie contó con la participación de actores invitados como: Shane Withington, Norman Kaye, Gary Sweet, Nadine Garner, Ben Mendelsohn, Judith McGrath, Damon Herriman, Nikki Coghill, Tracy Mann, Danielle Spencer. Además, para la miniserie, se contó con la participación de Steve Bisley, Lorna Patterson, Max Cullen, Bill Hunter, Stefan Dennis, Simone Buchanan, Deborra-Lee Furness, entre otros.

## Historia
La serie sigue a un grupo de doctores y pilotos de la base Cooper's Crossing que forman parte del Royal Flying Doctor Service "RFDS", un servicio de ambulancia aérea que da asistencia de emergencia y cuidados básicos a personas que viven en áreas terrestres remotas y de difícil acceso en Australia.

## Personajes
| Actor             | Personaje                  | Trabajo                            | N.º de episodios | Temporada       |
| ----------------- | -------------------------- | ---------------------------------- | ---------------- | --------------- |
| Lenore Smith      | Kate Wellings              | Hermana                            | 172              | 1986-1994       |
| Robert Grubb      | Dr. Geoff Standish         | Doctor                             | 155              | 1986-1994       |
| Maurie Fields     | Vic Buckley                | Dueño del Pub/Hotel "The Majestic" | 149              | 1986-1994       |
| Val Jellay        | Nancy Eastman-Buckley      | Dueña del Pub/Hotel "The Majestic" | 110              | 1986-1994       |
| George Kapiniaris | Dimitrios "D.J." Lonniadis | -                                  | 97               | 1987-1994       |
| Brett Climo       | Dr. David Ratcliffe        | Doctor                             | 41               | 1987-1990, 1994 |

### Personajes recurrentes
| Actor                | Personaje      | Ocupación | N.º de episodios | Duración  |
| -------------------- | -------------- | --------- | ---------------- | --------- |
| Beverley Dunn        | Claire Bryant  | -         | 23               | 1989-1994 |
| Christopher Stollery | Johnno Johnson | Piloto    | 10               | 1990-1994 |

### Antiguos personajes principales
| Actor            | Personaje               | Ocupación              | N.º de episodios | Duración        |
| ---------------- | ----------------------- | ---------------------- | ---------------- | --------------- |
| Peter O'Brien    | Sam Patterson           | Piloto                 | 76               | 1987-1991       |
| Rebecca Gibney   | Emma Plimpton-Patterson | Mecánica               | 73               | 1986-1991       |
| Terry Gill       | Sgt. Jack Carruthers    | Sargento de la Policía | 65               | 1986-1991       |
| Liz Burch        | Dra. Chris Randall      | Doctor                 | 61               | 1986-1991       |
| Andrew McFarlane | Dr. Tom Callaghan       | Doctor                 | 55               | 1985, 1986-1991 |

### Antiguos personajes recurrentes
| Actor             | Personaje               | Ocupación | N.º de episodios | Duración  |
| ----------------- | ----------------------- | --------- | ---------------- | --------- |
| Max Cullen        | Hurtle Morrison         | -         | 23               | 1986-1991 |
| Tammy MacIntosh   | Annie Rogers            | -         | 17               | 1990      |
| Carmel Millhouse  | Matron Fisher           | -         | 16               | 1986      |
| Lewis Fitz-Gerald | David "Gibbo" Gibson    | Piloto    | 15               | 1986-1991 |
| Sarah Chadwick    | Dra. Rosie "Rowie" Lang | Doctora   | 14               | 1991      |

## R.F.D.S.
En 1993 el rating de la serie comenzó a bajar y pocos personajes originales permanecían en la serie, por lo que se decidió renovar la serie tanto de escenario y de nombre, ahora sería conocida como R.F.D.S., sólo los actores Maurie Fields y Val Jellay, quienes interpretaban a Vic y Nancy Buckley permanecieron en la serie. La historia seguía a Vic y Nancy y cómo ambos se habían mudado de su pub en Cooper's Crossing a Broken Hill; la serie sólo duró una temporada.
La serie estuvo protagonizada por Simone Buchanan, Sophie Lee, Lydia Miller y Kevin J. Wilson; y contó con la participación de la actriz Radha Mitchell.

## Premios y nominaciones
| Año  | Categoría                    | Premio                        | Nominado (a)       | Resultado |
| ---- | ---------------------------- | ----------------------------- | ------------------ | --------- |
| 1992 | Most Popular Series          | Logie Award                   | The Flying Doctors | Nominada  |
| 1992 | TV Serie                     | Silver TeleVizier-Tulip Award | The Flying Doctors | Ganó      |
| 1986 | Best Performance by an Actor | Penguin Award                 | Max Cullen         | Ganó      |

## Locaciones
Las denominaciones que se utilizan con utilizando el alfabeto radiofónico. 
- Mike Sierra Foxtrot "MSF": es una aeronave GAF Nomad, con registro VH-MSF.
- Victor Charlie Charlie "VCC" es la base del Royal Flying Doctor Service "RFDS" en Coopers Crossing.

La serie fue filmada en:
- La Estación Nulla, Nueva Gales del Sur.
- Cranbourne, Victoria (Royal Botanic Gardens Cranbourneen Cranbourne), Australia.
- Pearcedale, Victoria, Australia.
- Minyip, Victoria, Australia.
- Broken Hill, Nueva Gales del Sur.
- Lancefield, Victoria, Australia.
- Base del RAAF en Point Cook.

## Producción
La serie australiana fue producida por "Crawford Productions".
Originalmente la serie sólo iba a contar con una miniserie estrenada en 1985 basada en la ciudad ficticia de Cooper Crossing en donde llegaría el nuevo doctor Tom Callaghan (Andrew McFarlane), sin embargo el éxito de la miniserie ocasionó que regresará al año siguiente como una serie, al doctor Callaghan se le unió el nuevo doctor Chris Randall.
Andrew dejó la serie durante la primera temporada por lo que el actor Robert Grubb se unió como el nuevo doctor Geoff Standish. Sin embargo McFarlane regresó a la serie más tarde.

### Distribución internacional
La serie también se transmitió en otros países:
| País                | Ttítulo              | Fecha de Transmisión |
| ------------------- | -------------------- | -------------------- |
| Alemania Occidental | Die fliegenden Ärzte | 26 de marzo de 1991  |
| Dinamarca           | De flyvende læger    | -                    |
| Finlandia           | Lentävät lääkärit    | -                    |
| Países Bajos        | -                    | 8 de junio de 1987   |
| Suecia              | Doktorn kan komma    | 21 de mayo de 1986   |

### Lanzamiento de DVD
La serie salió disponible en DVD en Australia, en donde se encuentran los 234 episodios en un conjunto de 48 discos, el DVD también trae material adicional como entrevistas con el reparto, sinopsis de los episodios y galería de fotos. En la región 2, Mediumrare Entertainment ha lanzado las nueve temporadas de la serie, incluyendo la miniserie que lleva el mismo nombre "The Flying Doctors".